# 뉴기니가시반디쿠트속
뉴기니가시반디쿠트속(Echymipera)은 반디쿠트목에 속하는 유대류 속의 하나이다. 뉴기니섬과 오스트레일리아 케이프요크반도 근처의 섬들에서 발견된다.

## 특징
꼬리 길이 5~13cm를 제외한 몸길이가 20~50cm이고 몸무게는 500~2000g이다. 등 쪽은 불그스레한 갈색 또는 검은색을 띠는 반면에 배 쪽은 밝은 회색 또는 밝은 갈색을 띤다.

## 분포 및 서식지
뉴기니섬과 인근 연해 섬들에서 서식하며 오스트레일리아 케이프요크반도에서도 발견된다. 서식지는 해발 최대 2,000m 이하의 우림 지역이다.

## 하위 종
- 긴코가시반디쿠트 (E. rufescens)
- 클라라가시반디쿠트 (E. clara)
- 멘지스가시반디쿠트 (E. echinista)
- 커먼가시반디쿠트 또는 뉴기니가시반디쿠트 (E. kalubu)
- 데이빗가시반디쿠트 (E. davidi)